# Joseph Christian Auracher von Aurach
Joseph Christian Auracher von Aurach, avstrijski general, * 20. december 1755, † 30. december 1831.

## Življenjepis
Leta 1802 je postal predavatelj vojne znanosti na Terezijanski vojaški akademiji, kjer je tudi dočakal svoj pokoj.
21. aprila 1818 je bil ob upokojitvi povišan v častnega generalmajorja.
V svojem znanstvenemu področju se je ukvarjal predvsem z raziskovanjem taktike in geografije.

## Pregled vojaške kariere
Napredovanja
- generalmajor: 21. april 1818